# 시라토리촌 (사이타마현)
시라토리촌(白鳥村)은 사이타마현의 서부, 지치부군에 속했던 촌이다.

## 지리
- 현재의 지치부군 나가토로정, 미나노정, 오사토군 요리이정에 해당한다.

## 역사
- 1889년 4월 1일 - 정촌제 시행에 의해 지치부군 시라토리촌이 성립하였다.
- 1943년 9월 8일 - 촌의 북부를 노가미정, 요리이정에 분할 편입. 남부는 인근 1정 5촌과 통합해 미노정이 되었다.

## 참고문헌
- 「角川日本地名大辞典」編纂委員会『角川日本地名大辞典 11 埼玉県』角川書店、1980年7月8日。ISBN 4-04-001110-4。

## 관련문헌
- 「総説 白鳥庄」『新編武蔵風土記稿』 巻ノ246秩父郡ノ1、内務省地理局、1884年6月。NDLJP:764013/14。
- 「風布村」『新編武蔵風土記稿』 巻ノ251秩父郡ノ6、内務省地理局、1884年6月。NDLJP:764013/64。